# Рибарци (Босилеград)
Рибарци (серб. и болг. Рибарци) — населённый пункт в общине Босилеград Пчиньского округа Сербии.

## Население
Согласно переписи населения 2002 года, в селе проживало 39 человек (27 болгаров и 12 сербов).
| Численность населения | Численность населения | Численность населения | Численность населения | Численность населения | Численность населения | Численность населения | Численность населения |
| 1948                  | 1953                  | 1961                  | 1971                  | 1981                  | 1991                  | 2002                  | 2011                  |
| --------------------- | --------------------- | --------------------- | --------------------- | --------------------- | --------------------- | --------------------- | --------------------- |
| 177                   | 181                   | 167                   | 137                   | 93                    | 56                    | 39                    | 23                    |

## Религия
В селе расположен храм Святой Параскевы (1886 год) Босилеградского архиерейского наместничества Враньской епархии Сербской православной церкви.